# 王業浩
王業浩（？—1643年），字士完，號峨雲，浙江紹興府餘姚縣人，明朝政治人物，同進士出身。

## 生平
萬曆三十七年（1609年）己酉科浙江鄉試舉人，四十一年（1613年），登癸丑科進士，授湖廣襄阳县知县，泰昌元年十月考选，授江西道試御史，首言延绥巡抚董国光掊克有声，镇抚无术；司礼监卢受通夷辱国，屡经纠参。天啟三年（1623年）十一月，复授山東道御史，后改廣東巡按御史。天啓五年四月以荐起复湖广道御史，十一月巡视京通等仓，疏参太仆寺少卿马孟祯、易州道参议韩万象、吏科左给事中方有度，俱削夺。寻掌河南道印，上漕运十款。六年十月被削籍为民，追夺诰命。崇禎元年复原职，二年（1629年）四月，升爲通政使司右通政、左通政、通政使。崇禎四年，升爲兵部右侍郎，擔任兩廣總督、廣東巡撫，后升任兵部左侍郎、兵部尚書。謚忠貞。

## 家族
高祖父王守文。高伯祖父王陽明。